# 류보비 포포바

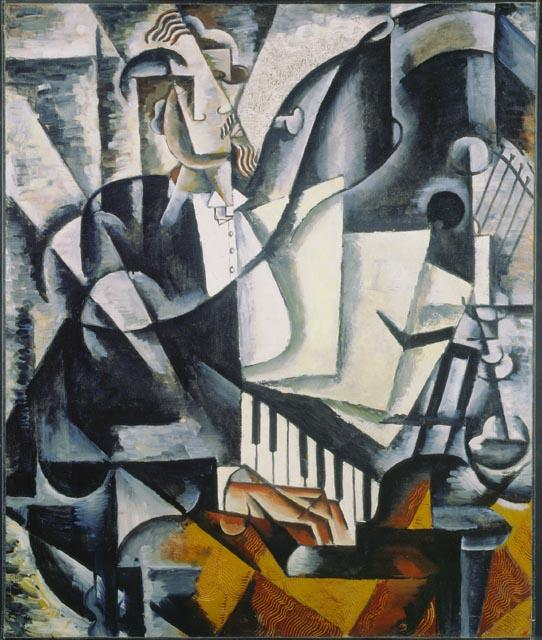
『피아니스트』 (1914년)

류보비 세르게예프나 포포바(러시아어: Любовь Сергеевна Попова, 1889년 4월 24일 - 1924년 5월 25일)는 러시아 아방가르드, 러시아 구성주의를 대표하는 미술가이자 화가이다. 모스크바현에서 태어나 모스크바에서 묻혔다.

## 개요
주로 파리의 장 메챙제의 밑에서 입체파를 익히고. 후에 미래파도 흡수한다.
러시아에 돌아와, 1913년경부터 블라디미르 타틀린의 밑에서 일한다. 「다이아몬드 잭」과도 그 시기에는 접점을 가졌다.
색채와 포름이 조화를 이룬 균형 잡힌 구성주의적 회화를 많이 남겼다.
1920년대에는 직물, 염색, 무대장식(프세볼로트 메이예르홀트 작품 「당당한 코퀴」(1922년) 외), 의상, 가구 디자인 등 넓은 분야에서 활약했다.
또, 브후테마스 등에서 후진 교육에도 참가했다.

## 같이 보기
- 블라디미르 타틀린